# Amorphochelus
Amorphochelus är ett släkte av skalbaggar. Amorphochelus ingår i familjen Melolonthidae.

## Dottertaxa tillAmorphochelus, i alfabetisk ordning[1]
- Amorphochelus andringitrensis
- Amorphochelus apicalis
- Amorphochelus bilobus
- Amorphochelus breviarius
- Amorphochelus collaris
- Amorphochelus crenatus
- Amorphochelus cribrellus
- Amorphochelus delicatus
- Amorphochelus difformis
- Amorphochelus ebenus
- Amorphochelus fairmairei
- Amorphochelus fasciculatus
- Amorphochelus furvus
- Amorphochelus fuscopunctata
- Amorphochelus gemmatus
- Amorphochelus granulosus
- Amorphochelus griseolus
- Amorphochelus griseovarius
- Amorphochelus grumosus
- Amorphochelus gruveli
- Amorphochelus insulatus
- Amorphochelus limatus
- Amorphochelus lokobensis
- Amorphochelus meridionalis
- Amorphochelus micheli
- Amorphochelus milloti
- Amorphochelus minutulus
- Amorphochelus minutus
- Amorphochelus montanus
- Amorphochelus nigrescens
- Amorphochelus nudus
- Amorphochelus paulus
- Amorphochelus perrieri
- Amorphochelus raharizoninai
- Amorphochelus retusus
- Amorphochelus scitulus
- Amorphochelus sinuatipennis
- Amorphochelus sogai
- Amorphochelus tuberculatus
- Amorphochelus tuberculiferus
- Amorphochelus verrucosus